# Vjačeslav Skomorochov
Vjačeslav Semënovič Skomorochov (in russo Вячеслав Семёнович Скоморохов? in ucraino B’ячеслав Семенович Скоморохов?, V'jačeslav Semenovič Skomorochov; Starobil's'k, 4 ottobre 1940 – Luhans'k, 5 novembre 1992) è stato un ostacolista sovietico.

## Palmarès

### Europei
- 1 medaglia:
  - 1 oro (Atene 1969 nei 400 metri ostacoli)